# Запорожець Олег Павлович
Оле́г Па́влович Запоро́жець (рос. Оле́г Па́влович Запоро́жец, нар. 14 січня 1949, Башмаково або 18 липня 1947, Саратов) — колишній радянський волейболіст, нападник, гравець збірної СРСР. Майстер спорту міжнародного класу (1972).

## Життєпис
За даними сайту ФВУ, народився 14 січня 1949 року в с. Башмаково (РРФСР).

## Кар'єра

### Клубна
Виступав за команди: до 1971 — СКА (Ростов-на-Дону), з 1972 — «Локомотив» (Київ).

### Збірна
У складі збірної СРСР в 1971 року став чемпіоном Європи. Чемпіон Спартакіади народів СРСР 1971 в складі збірної РРФСР.
Після закінчення ігрової кар'єри працював тренером.

## Досягнення
- Срібний (1971) і бронзовий (1970) призер чемпіонатів СРСР
- Володар Кубка СРСР: 1973
- Чемпіон Європи: 1971
- Майстер спорту міжнародного класу: 1972